# Limnothrissa miodon
Genre
Espèce
Statut de conservation UICN

 LC  : Préoccupation mineure
Limnothrissa miodon est une espèce de poissons de la famille des Clupeidae. C'est la seule espèce du genre Limnothrissa. Il est endémique du lac Tanganyika, tout comme Stolothrissa tanganicae. Il est appelé Ndagala. Il a été introduit dans les lacs Kivu et Kariba. Il est appelé Sambaza au Congo et Isambaza en Kinyarwanda.